# جايسون ألفارو
جايسون ألفارو (بالإنجليزية: Jason Alfaro)‏ هو لاعب كرة قاعدة أمريكي، ولد في 29 نوفمبر 1977 في سان أنطونيو في الولايات المتحدة.

## وصلات خارجية
- جايسون ألفارو على موقعبيزبول رفرنس.كوم (الدوري الرئيسي) (الإنجليزية)
- جايسون ألفارو على موقعبيزبول رفرنس.كوم (الدوري الثانوي) (الإنجليزية)